# منتخب الولايات المتحدة لكرة الماء
منتخب الولايات المتحدة الوطني لكرة الماء هو المنتخب الذي يمثل الولايات المتحدة في منافسات كرة الماء للرجال، ويقوم إتحاد الولايات المتحدة لكرة الماء بإدارة شؤونه، يعتبر واحد من أفضل منتخبات كرة الماء في العالم حيث تمكن من الفوز مرة واحدة وتمكن مرتين من الفوز بالدوري العالمي.

## وصلات خارجية
- موقع الاتحاد الأمريكي لكرة الماء